# Gibralgalia
Gibralgalia est une ville de la commune de Cártama situé dans la communauté autonome d'Andalousie, dans la province de Malaga, en Espagne.